# خیرآباد (سمنان)
خیرآباد، یکی از روستاهای شهرستان سمنان در استان سمنان ایران است. 
این روستا در دهستان حومه در بخش مرکزی شهرستان واقع است. خیرآباد در ۱ کیلومتری جنوب سمنان در سوی دیگر خط راه‌آهن تهران - مشهد جای گرفته است. مردم این روستا به زبان سمنانی سخن می‌گویند. 
جمعیت روستای خیرآباد بر اساس نتایج سرشماری سال ۱۳۹۵ ، ۲٬۳۲۵ نفر (۵۹۰ خانوار) بوده است.
این روستا در نزدیکی روستای کوچکتر رکن‌آباد قرار دارد و به دلیل نزدکی زیاد با شهر سمنان، بیشتر قسمت‌های روستا دارای بافت جدید است.